# Beskidzkie Morskie Oko
Beskidzkie Morskie Oko (zwane też Morskim Okiem) – to jedno z największych jezior osuwiskowych w polskich Karpatach fliszowych.
Zlokalizowane jest w Szymbarku, na zboczu Maślanej Góry, na pograniczu Beskidu Niskiego i Pogórza Karpackiego. Powstało ono w niszy osuwiskowej największego osuwiska na terenie polskich Karpat – tzw. osuwiska Szklarki. Osuwisko to utworzyło się w 1784 roku, a odnowione zostało w roku 1913. Wtedy też powstało jeziorko o wymiarach ok. 50 × 20 metrów. Ostatnie większe obsunięcia materiału skalnego miały miejsce w roku 1974. Widoczna jest tutaj ogromna nisza osuwiska i wielki jęzor, który jest porośnięty drzewami, lecz nie całkiem stabilny.
Jeziorko znajduje się w bezpośrednim sąsiedztwie rezerwatu przyrody Jelenia Góra.
W lecie jeziorko wysycha częściowo lub całkowicie i jego odnalezienie było do niedawna trudne. Aby ułatwić to turystom, wyznaczono ścieżkę spacerową znakowaną znakami niebieskimi.

## Trasa ścieżki spacerowej
Szymbark-Łęgi – Maślana Góra (753 m n.p.m.)